# Česko-slovenská státní hranice

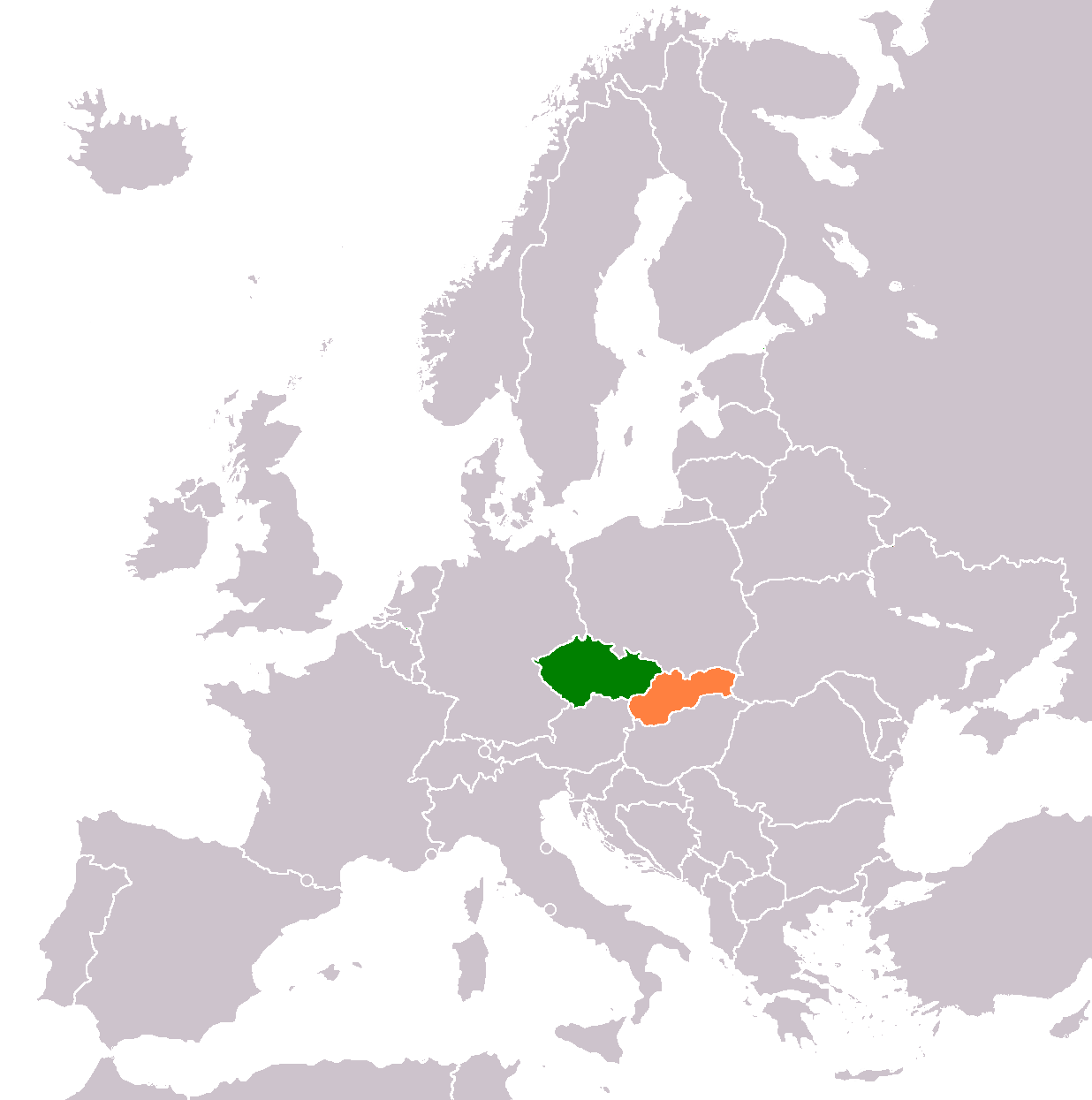
Česko a Slovensko na mapě Evropy

Česko-slovenská státní hranice je státní hranice mezi Českem a Slovenskem. Má délku 251,763 km a je tak nejkratší hranicí Česka a třetí nejdelší hranicí Slovenska. Ze severu začíná poblíž Hrčavy, kde se nachází trojmezí Česka, Polska a Slovenska, viz Trojmezí (Hrčava), a pokračuje jihozápadním směrem přes Moravskoslezské Beskydy, Javorníky a Bílé Karpaty. Poté sestupuje do Dolnomoravského úvalu, přičemž v tomto úseku je vodní hranicí, neboť ji tvoří vodní nádrž Kostolnica, Sudoměřický potok, Baťův kanál a řeka Morava. Hranice končí na soutoku Moravy a Dyje, na trojmezí s Rakouskem.
Ve svojí původní podobě se, z největší části, jednalo o zemskou hranici mezi Moravou a Uherskem, v nejjižnější části o zemskou hranici mezi Dolními Rakousy a Uherskem, v nejsevernější části mezi těšínskou částí Slezska a Uherskem. Ke drobné změně na původní hranici došlo například v lokalitě Kasárne roku 1734. K menším změnám později došlo například na Sudoměřickém potoce, na původní východní hranici Hodonína a na dolním toku Moravy. Se vznikem Československa se tato hranice stala západní a severozápadní hranicí Slovenska, přičemž se její nejjižnější část stala nejjižnější části východní hranice Moravy. V rámci Československa na ní došlo jen k několika nepatrným změnám (například na hranici mezi moravskou obcí Sudoměřice a slovenským městem Skalicí); k několika dočasným změnám došlo v době existence Protektorátu Čechy a Morava. Jako státní hranice vznikla česko-slovenská hranice v roce 1993 při rozdělení Československa. Ve svojí současné podobě existuje tato hranice od 25. července 1997, kdy moravská osada U Sabotů připadla Slovensku, které pro změnu přišlo o svojí část Sidonie; současně došlo k napřímení hranice na dolním toku Moravy (zde od té doby vede hranice středem regulovaného koryta řeky Moravy) a k celé řadě dalších, menších změn, přičemž se zkrátila z 285 na 251,763 km. Tuto hranici je možné díky Schengenské smlouvě, stejně jako všechny české hranice, od roku 2007 volně přecházet, již od roku 2004 byl přechod zjednodušen díky členství v EU.

## Hraniční toky

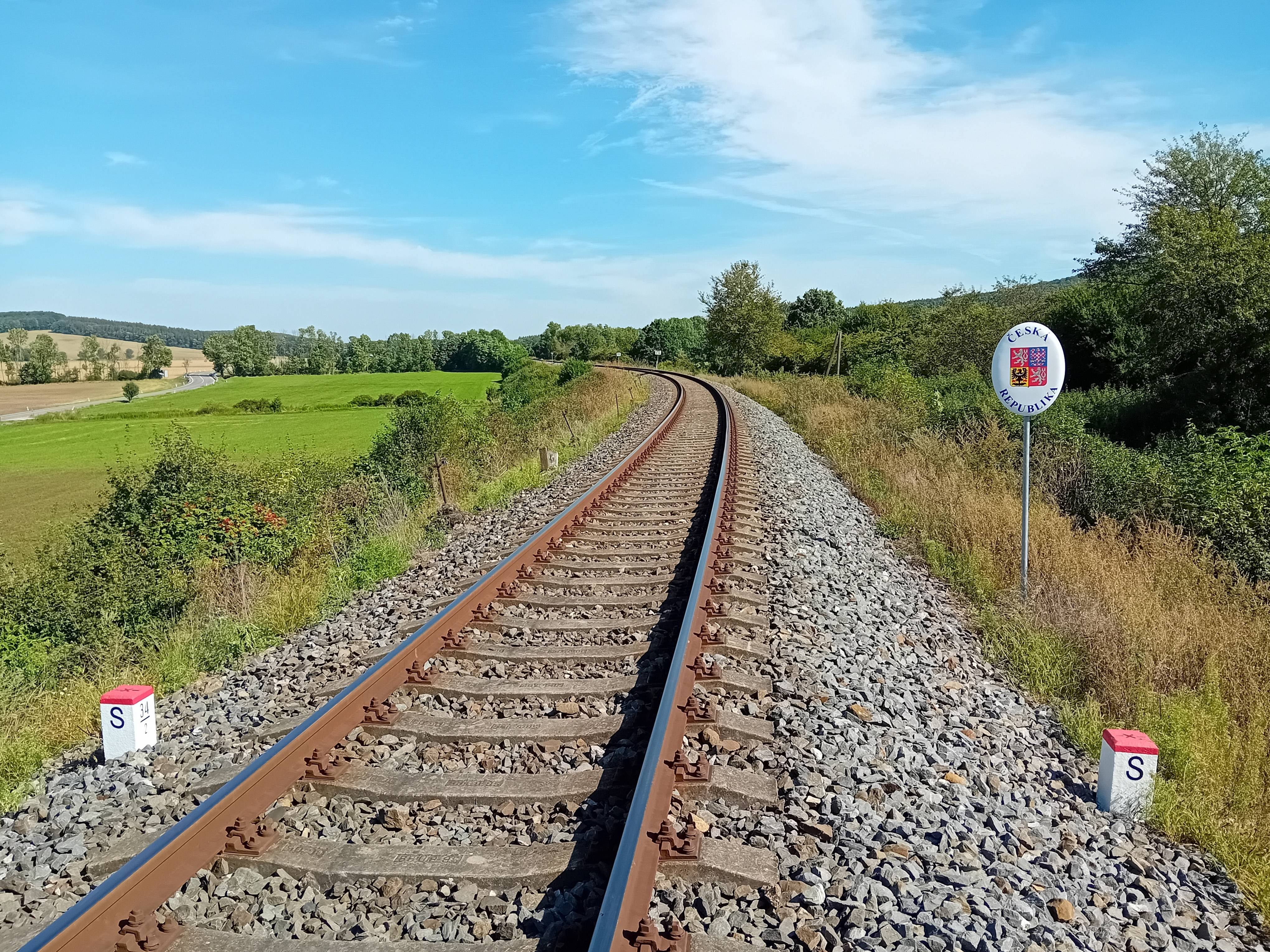
Slovensko-český železniční hraniční přechod Velká nad Veličkou-Vrbovce

Česko-slovensko hranici protíná, či přímo tvoří několik vodních toků:
- Lysky
- Vlára
- Sudoměřický potok
- Radějovka
- Morava
- Myjava
- Bošáčka